# Petit-gris de Rennes
Le petit-gris de Rennes ou petit rennais est une variété ancienne de melon (Cucumis melo) cultivée dans le pays rennais (Bretagne, France). 
Il est caractérisé par une petite taille de fruit (une dizaine de centimètres de diamètre), une robe gris-vert, un goût très sucré et une chair particulièrement parfumée, mais également une certaine fragilité.
Variété datant du XVIIe siècle et non améliorée depuis, le petit-gris est aujourd'hui très peu cultivé par les maraîchers, mais il est apprécié par les jardiniers amateurs, notamment en raison de son adaptabilité aux climats plus frais. 